# 佐竹実定
佐竹 実定/上杉 実定（さたけ さねさだ/うえすぎ -）は、室町時代中期の武将。常陸の守護大名、佐竹義人の次男。兄に義俊、弟に戸村義倭（戸村氏祖）など。子に義定。父の実家にあたる山内上杉氏当主の上杉憲実の猶子となった関係で、佐竹氏の通字である「義」の字を用いずに実定と名乗っている。
後に佐竹氏内部の抗争によって当主であった実兄の義俊を追放し、佐竹氏の居城である常陸太田城に君臨していた時期もあったのだが、佐竹氏の歴代当主には含まれていない。

## 生涯
佐竹氏の12代当主佐竹義人の次男として誕生。上杉氏の猶子になるまでの事績は不明。
鎌倉公方が滅亡した永享の乱の後、関東管領であった上杉憲実は弟の清方に家督を譲って後事を託し、また関東管領をも辞して隠遁した。憲実には既に嫡男憲忠をはじめ男子が複数いたが、かつて自らが滅ぼすのに手を貸した鎌倉公方の遺児たちの心境を慮ったのか、（京都に出仕させるつもりであったという次子・房顕を除き）彼らを出家させた上で他家から養子を迎えて後継者とすることを考えるようになった。そこで白羽の矢が立ったのが、常陸守護の佐竹義人の次男（実定）であった。義人は憲実の叔父山内上杉憲定の次男であるため従兄弟の関係であったが、婿養子として嗣子のいなかった佐竹氏を継いだという経緯があり、山内上杉家の血を色濃く引き継いでいた。また、義人は先の永享の乱において滅ぼされた鎌倉公方方を支持した人物であり、その子を後継とすることで鎌倉方との融和を示す意図もあったと考えられる。
文安元年（1444年）、実質的に憲実の名代となっていた上杉清方が死去し山内上杉家および関東管領が空位になると、憲実は猶子とした実定を後継者に指名して上杉家に伝わる家宝・家伝の文書を譲り渡そうとした。ところが、山内上杉家の家宰であった長尾景仲はこれに反対して憲実らを排除し、文安4年（1447年）に憲実の嫡男である憲忠を後継および関東管領に据えたため、結局実定の継承は立ち消えとなり実家の佐竹家に送り返されることとなった。
当時、父の義人は既に嫡男である義俊に佐竹氏の家督を譲っていたのだが、実定が戻ってくると上杉氏との関係改善を図って次第に義俊を遠ざけて実定の方に家督を継がせようと考えるようになる。これにより佐竹氏の一族や家臣団も義俊派と義人・実定派に分かれ、佐竹氏内部の抗争が再燃した。この抗争以前から宗家と敵対していた山入佐竹氏の山入祐義は事態の混迷化を狙って義人・実定側に肩入れし、さらに江戸通房・通長らもこれに加担したため、享徳元年（1452年）に義俊・義治父子は佐竹氏の居城である太田城から追放された。
これによって実定は父義人と江戸通房を補佐役として実質的な佐竹氏の当主として振舞ったが、追放された義俊父子は大山氏の大山城に拠って抗争を続けたため、その後も混乱は続くこととなる。長禄3年（1459年）には通房と共に常陸小田氏の小田持家とも争ったが、敗退した。
寛正6年（1465年）5月3日に補佐役の江戸通房が死去し、それから程なくして同年9月25日に、実定も死去した。子に義定がいたが、応仁元年（1468年）には義人までも没したために後ろ盾を失い、それから間もなくして太田城に復帰した義俊父子によって追放された。
義定は水戸城の江戸通長のもとに逃れたが、文明9年（1477年）に水戸城にて義俊方が送り込んだ刺客によって殺害され、実定流は二代で断絶した。